# Nasionnicowate
Nasionnicowate (Tephritidae) – rodzina owadów z rzędu muchówek.
Nasionnicowate są małych i średnich rozmiarów, często mają jaskrawe ubarwienie. Larwy żyją w kwiatach, łodygach lub owocach.